# Лебедев, Александр Владиславович
Александр Владиславович Лебедев — старший разведчик отдельной разведывательной роты 76-й гвардейской Черниговской Краснознамённой воздушно-десантной дивизии, гвардии ефрейтор контрактной службы. Герой Российской Федерации (2000, посмертно)

## Биография
Александр Лебедев родился 1 ноября 1977 года в поселке Щиглицы Псковского района Псковской области в рабочей семье. Русский. Рос без матери, троих сыновей воспитал отец. Учился Лебедев в 
Логозовской неполной средней школе. Окончив 9 классов пошел работать на рыболовецкий корабль вместе с отцом. Трудился в колхозе имени Залита Псковского района до самого призыва в армию.
В ноябре 1995 года Александр Лебедев был призван в Российскую Армию. Срочную службу проходил в 76-й гвардейской воздушно-десантной дивизии, расквартированной в городе Пскове. Полтора года гвардии ефрейтор Лебедев находился в составе миротворческих сил в Югославии, участвовал в знаменитом рейде на Приштину. За время службы был награждён медалью «За отвагу» и двумя медалями «За укрепление боевого содружества». После демобилизации заключил контракт и продолжил службу в своей дивизии. С начала 2000 года принимал участие в боевых действиях на территории Чеченской республики.
29 февраля 2000 года гвардии ефрейтор Лебедев в составе разведгруппы находился впереди 6-й роты выдвигавшейся на позиции на высоте 776.0 (Шатойский район). Разведчики первыми вступили в бой с большой группой боевиков. Ефрейтор Лебедев, будучи сам раненым, вынес из под огня раненого командира. Превозмогая боль, продолжал вести огонь из автомата. Когда закончились патроны, десантник отбивался гранатами, но был повторно ранен. Дождавшись, когда противники приблизятся, Лебедев с последней гранатой в руках бросился в их гущу. Погиб при взрыве, уничтожив при этом несколько боевиков.
Указом Президента Российской Федерации № 484 от 12 марта 2000 года за мужество и отвагу, проявленные при ликвидации незаконных вооруженных формирований в Северо-Кавказском регионе, гвардии ефрейтору контрактной службы Лебедеву Александру Владиславовичу присвоено звание Героя Российской Федерации (посмертно).
Похоронен в городе Пскове на Орлецовском кладбище (Орлецы-2, главная дорожка).

## Награды
- Медаль «Золотая Звезда»
- Медаль «За отвагу»
- Медаль «Участнику марш-броска 12 июня 1999 г. Босния — Косово»
- Медаль «За укрепление боевого содружества» (дважды)

## Память
- https://www.youtube.com/watch?v=9FbQhb8qN5w&t=3s Отрывок из книги "Твои Герои". О солдатах и офицерах разведдозора 6 роты, погибшей в Чечне 1 марта 2000 года в районе высоты 776, рассказывает отец Д.С. Кожемякина - Сергей Иванович Кожемякин. Автор: Раян Фарукшин, текст читает Сергей Кротов.
- Имена участников боя за высоту 776.0 увековечены на мемориале воинам-десантникам 6-й роты в городе Пскове.